# Chris Heath
Chris Heath ist ein englischer Musikjournalist.
In den 1980er und 1990er Jahren arbeitete er für verschiedene Zeitschriften (z. B. Smash Hits). Ende der 80er Jahre begleitete er die Pet Shop Boys auf eine Tournee und brachte 1990 eine Biographie über sie heraus: Literally. Später, 1993 ging er zum zweiten Mal mit den Pet Shop Boys auf Tour.
Nach einer langen Pause, 2002, bat ihn Robbie Williams, ihm beim Promoten zu helfen. Heath begleitete ihn bei der Produktion von Escapology und während der Sommer-Tournee 2003 und auch noch 2004. Er schrieb darüber den Bestseller Feel, der in mehrere Sprachen übersetzt und weltweit verlegt wurde.

## Werke
- Pet Shop Boys, Literally. 1990
- Pet Shop Boys versus America. 1993
- Pet Shop Boys, Catalogue. 2006

- Feel. Robbie Williams. Ebury Books, London 2004, ISBN 0-0918-9753-X.
- Feel. Robbie Williams. Rowohlt, Reinbek 2005, ISBN 3-499-61998-9.
- Reveal: Robbie Williams. Rowohlt, Reinbek 2017, ISBN 978-3-498-03036-0.